# 平丘墩遗址
平丘墩遗址，位于中华人民共和国浙江省嘉兴市平湖市独山港镇，是浙江省省级文物保护单位之一。
2017年1月13日，平丘墩遗址被列入第七批浙江省文物保护单位，该文物保护单位是一座古遗址。